# Eriococcus grandis
Eriococcus grandis är en insektsart. Eriococcus grandis ingår i släktet Eriococcus och familjen filtsköldlöss.

## Underarter
Arten delas in i följande underarter:
- E. g. grandis
- E. g. spinosior